# 社会主义左翼 (魁北克)
社会主义左翼（法語：Gauche Socialiste）是加拿大魁北克省政党魁北克团结内部的一个托洛茨基主义政治派系。它成立于1983年，由被革命工人联盟开除的托洛茨基主义者组建。它是第四国际的魁北克支部。该组织在加拿大其他地区原有一个姐妹组织：社会主义挑战。